# Kristotomus facetus
Kristotomus facetus är en stekelart som först beskrevs av Tosquinet 1903.  Kristotomus facetus ingår i släktet Kristotomus och familjen brokparasitsteklar. Inga underarter finns listade i Catalogue of Life.